# Polly Draper
Polly Carey Draper (Gary, Indiana, 15 de junio de 1955) es una actriz, escritora, productora y directora estadounidense. Recibió varios premios, incluyendo el Writers Guild of America (WGA), y se caracteriza por hablar con una voz gutural. Ganó reconocimiento primeramente por su papel en la serie de ABC Thirtysomething (1987–1991). 
Draper apareció en su guion debut The Tic Code (1998) y actuó en Getting Into Heaven (2003).
A mediados de 2004, escribió The Naked Brothers Band: The Movie, creada y producida por Nickelodeon a partir de la serie de comedia musical The Naked Brothers Band (2007-09), protagonizada por sus hijos Nat y Alex Wolff, y la cual obtuvo un premio WGA al Mejor guion infantil largo.

## Vida personal
Nació en Gary, Indiana por Phyllis Wolff (de soltera Culbertson) una administradora de Cuerpo de Paz y William Henry Draper III, un capitalista de riesgo y líder cívico del programa de desarrollo de las Naciones Unidas. Es hermana del capitalista de riesgo Tim Draper y nieta del banquero diplomático William Henry Draper, Jr.
Draper creció para arriba en las comunidades de California de Palo Alto y Arlington.
Obtuvo su licenciatura en Bachelor of Applied Arts (B.A.A.) en la Universidad Yale (1977) y Master of Fine Arts de Yale School of Drama (1980).
Tras un matrimonio de siete años con el dramaturgo Kevin Wade, Draper se casó con el músico Michael Wolff después de conocerlo en 1989 cuando hizo una aparición cameo en The Arsenio Hall Show, donde Wolff es el líder de la banda. Ella y Wolff tienen dos hijos Nat y Alex Wolff quienes son los protagonistas y componen la música de la serie y película The Naked Brothers Band. La sobrina de Draper Jesse Draper aparece como coestrella en la serie como la niñera de Nat y Alex.
Draper es un miembro del Partido Demócrata de Estados Unidos y votó por el candidato presidencial demócrata Barack Obama en las elecciones de 2008. Votó por John Kerry en las elecciones presidenciales de 2004. Su abuelo, William Henry Draper, Jr., fue miembro del Partido Republicano.

## Carrera
Draper comenzó su carrera como actriz apareciendo Off-Broadway, incluyendo un papel Split (1980).
Actuó más adelante como Ellyn Warren en el drama de ABC Thirtysomething'' y en 1993, hizo de Adrián en la película adaptada de Danielle Steel Heartbeat. 
Apareció en la producción de Four Dogs and a Bone de Off-Boradway (1993), e hizo apariciones en varios shows y series de televisión como The Larry Sanders Show (1998); Monk, Law & Order: Criminal Intent.
Actuó como "Laura" en su propio guion debut The Tic Code. En 2003, ella apareció adentro, proporcionó vocales y letras para su dramaturgia Getting Into Heaven (2003) en The Flea Theater; la música fue compuesta e interpretada por su marido. También actuó como Nina en la producción de Off-Broadway Brooklyn Boy.
En 2007, Draper fue creadora, escritora, productora ejecutiva y directora de serie musical de Nickelodeon The Naked Brothers Band. La serie fue adaptada por el episodio piloto The Naked Brothers Band: The Movie que escribió y dirigió como una película independiente a mediados de 2004.
En 2010, apareció con un papel de invitada en la serie de televisión The Big C.

## Premios
El trabajo de Draper en Thirtysomething le valió una nominación a los Premios Emmy actriz de reparto excepcional en una serie del drama. Además, su rol protagónico en la producción Off-Broadway Four Dogs and a Bone (1993) obtuvo un New York Magazine Award a la mejor actriz de Broadway. I
Ganó el Bronze Gryphon a la mejor actriz en el Festival de cine de Giffoni. Draper dirigió The Naked Brothers Band: The Movie, que le valió un premio del público para una película familiar en los Hamptons International Film Festival en 2005. La película se convirtió en el episodio piloto de la serie musical The Naked Brothers Band de Nickelodeon (2007-09) que ella creó, escribió, ejecutivo produjo y dirigió, obteniendo sus dos nominaciones a los Premio del gremio de escritores. La primera de ellas, en 2007, fue nominada en la sección de episódica Children's Episodic Shows & Specials para el episodio "Nat is a Stand Up Guy". También ganó el Children's Script: Long Form or Special para la película de televisión "Polar Bears" en 2009.